# 浜渦正志
浜渦 正志（はまうず まさし、1971年9月20日 - ）は、日本の作曲家、編曲家、音楽プロデューサー、映像作家、デザイナー、フォトグラファー、DTPデザイナー、脚本家。ドイツ・ミュンヘン出身。IMERUATのメンバー。元スクウェア・エニックス所属。

## 概要
1971年、両親の留学中にドイツ・ミュンヘンにて出生。父は声楽家の浜渦章盛で自ら合唱団を主催し、正志も幼少より同団に所属していた。1991年、東京藝術大学音楽学部声楽科に進学。1996年にスクウェア（現・スクウェア・エニックス）に入社、ファイナルファンタジーシリーズ、サガシリーズを始め数々のゲーム音楽を担当。2009年全編担当した『ファイナルファンタジーXIII』の音楽では世界的な評価を受け、サウンドトラックもオリコン初登場3位を記録。ヨーロッパ、北米各国でのオーケストラコンサートシリーズにも作曲・編曲で参加している。
2010年に退社、フリーランスに活動の場を移し、自身の個人事務所「MONOMUSIK」を設立。現在はゲームだけでなくTVアニメ、劇場アニメ、CM、ウェブサイトなどの音楽制作も手がけ、オリジナル作品も多数発表している。2015年1月5日に「MONOMUSIK」を株式会社化し、取締役に就任。
映像作家でもあり、2019年に発表したミュージックビデオ「暗殺したい！」（IMERUAT）では監督、脚本、絵コンテ、VFXを手がけ、US Hollywood International Golden Film Awardをはじめ、数多くの映画祭で最優秀賞、ファイナリスト、ノミネートを獲得している。
またアイヌ、ウィルタなど北方少数民族の研究・フィールドワークを行うなど、音楽以外での活動領域も広い。

## IMERUAT
2011年にボーカリストのMinaとユニットIMERUAT（イメルア）を結成、国内外でライブやイベントを多数展開している。IMERUATではデザイナー、フォトグラファー、映像作家としても活動しており、アルバムジャケットやパンフレット、カレンダーなどの撮影・デザイン・編集もほぼ全て自身で手がけている他、ミュージックビデオも自ら制作している。ステージでは舞台演出、振付、脚本等もこなしている。

## 音楽作品

### ゲーム
- ラグランジュポイント：就職する前のコンテスト出品で入賞している。
- FRONT MISSION SERIES GUN HAZARD（1996年2月23日、SFC） - 植松伸夫・光田康典・仲野順也との共作
- トバルNo.1（1996年8月2日、PS） - 内4曲を作曲（浜渦の曲を含むすべての楽曲は光田康典とGUIDOによる編曲）
- チョコボの不思議なダンジョン（1997年12月23日、PS）
- サガ フロンティア2（1999年4月1日、PS）
- ファイナルファンタジーX（2001年7月19日、PS2） - 植松伸夫・仲野順也との共作
- アンリミテッド:サガ（2002年12月19日、PS2）
- 武蔵伝II ブレイドマスター（2005年7月7日、PS2） - 仲野順也との共作
- ダージュ オブ ケルベロス ファイナルファンタジーVII（2006年1月26日、PS2）
- シグマ ハーモニクス（2008年8月21日、DS）
- ファイナルファンタジーXIII（2009年12月17日発売、PS3 / Xbox 360）
- ファイナルファンタジーXIII-2（2011年12月15日発売、PS3 / Xbox 360） - 鈴木光人・水田直志との共作
- ウーロン茶物語 - サントリー公式サイトのフラッシュゲーム
- 勇者30 SECOND - 一部の楽曲を担当
- ミュージックガンガン! 2 "Shooting Star" - 作曲
- ライトニング リターンズ ファイナルファンタジーXIII （2013年11月21日発売、PS3 / Xbox 360） - 鈴木光人・水田直志との共作
- ファイナルファンタジーX HDリマスター - 音楽ディレクター、新規アレンジを担当
- 大乱闘スマッシュブラザーズ for Nintendo 3DS / Wii U - 『星のカービィ』の楽曲である「グリーングリーンズ Ver.2」のアレンジを担当している（2014/9/13、2014/12/6発売）
- ぐんたま -コーエーテクモのソーシャルゲーム（2014年5月14日サービス開始、2015年12月2日サービス終了）
- レジェンド オブ レガシー （2015年1月22日発売、3DS）
- CHUNITHM（2015年7月16日稼働開始）-"The ether" 作曲
- ワールド オブ ファイナルファンタジー（2016年10月27日発売、PS4 / Vita）
- アライアンス・アライブ（2017年6月22日発売、3DS）
- アライアンス・アライブ HDリマスター（2019年10月10日発売、PS4 / Switch）
- ファイナルファンタジーVII リメイク （2020年4月12日発売、PS4）鈴木光人・植松伸夫との共作
- Wild Hearts（2023年2月17日発売、PS5 / Xbox Series）
- エンバーストーリア（2024年11月27日サービス開始、iOS / Android）

### アニメ
- 貧乏神が！（2012年、サンライズ）[3]
- ポレットのイス - ノイタミナ10周年記念アニメーション（2014年、スタジオコロリド）
- クラシカロイド（2016年、サンライズ/バンダイナムコピクチャーズ）
- クラシカロイド 第二期（2017年、バンダイナムコピクチャーズ）
- 不滅のあなたへ エンディングテーマ「Mediator」(2021年、ブレインズ・ベース)
- 不滅のあなたへ Season2 エンディングテーマ「Roots」(2022年、Drive)

### 映画
- 台風のノルダ（2015年、スタジオコロリド）
- くまのがっこう パティシエ・ジャッキーとおひさまのスイーツ（2017年、バンダイナムコピクチャーズ）

### CM・企業・イベント
- アヴァロンの騎士（2013年-、DeNA）
- NTTグループ（2014年-、NTTグループ）
- SONY α CLOCK αが刻む世界の時（2012年-現在、SONY)
- 十勝毎日新聞勝毎花火2017 オープニング楽曲「さかさまさま」
- 丸山珈琲 Discover Coffee Project（2018年-現在、丸山珈琲）
- ラインアートシャルマン（2018年-現在、シャルマン）

### IMERUAT
- IMERUAT "Imeruat"（2011年5月19日）- 自身のプロデュース、作編曲のマキシシングル。
- IMERUAT "Black Ocean"（2012年4月25日） - 自身のプロデュース、作編曲のアルバム。
- IMERUAT "Propelled Life"（2014年2月12日） - 自身のプロデュース、作編曲、撮影、デザイン、装丁の大型本付きアルバム。
- IMERUAT "Far Saa Far"（2017年4月21日） - 自身のプロデュース、作編曲のアルバム。

### ピアノ曲・室内楽
- Vielen Dank - 新曲および既存楽曲のアレンジ曲を収録した自身の作品集。
- Frenzy under Pressure - ピアノ三重奏曲。
- Sanzui - Ka(渦)、En(淵)、Zen(漸)の三曲からなるピアノ組曲。
- Exotica（2012年6月15日） - "Sanzui"の他、ドビュッシー、ヒナステラの楽曲を収録したベンヤミン・ヌスのアルバム。
- 1957 - フルートとヴァイオリンのための5曲組のデュオ曲。
- MASASHI HAMAUZU Piano Works δ・ε・T_Comp1（2013年10月9日） - SONY α Clockで使用されたピアノ曲のドイツ再収録盤CD 。
- Etude Op.4 - 12曲からなる超絶技巧ピアノ曲。
- Impromptu Furioso - ピアノ三重奏曲。
- Atmosphäre Op.1 - 3曲からなるヴァイオリン練習曲。
- Opus 4 Piano & Chamber Music Works（2014年9月20日） - ”Etude Op.4”、「サガフロンティア2」の”Missgestalt”等のセルフカバーを収録したピアノ、室内楽アルバム。
- 「ポレットのイス」ピアノアレンジメント（2014年9月20日）
- Pianoschlacht Live（2015年3月18日） - ベンヤミン・ヌスによる浜渦正志楽曲コンサートの音源を全て収録したライブアルバム。TVアニメ「貧乏神が！」のアンコール用アレンジも収録。
- 「台風のノルダ」ピアノストーリー
- Giant - ピアノ八重奏
- Op.5 - ピアノとチェロの為のデュオ曲。世界39ヶ国の作曲家が参加、現代音楽のコンサートを開催する企画「mosaic」に提供。
- Op.6（2019年）- ピアノとハーモニカのための楽曲。同楽曲を収録したCD「DEBUT」はドイツ「OPUS KLASSIK」の“Bester Nachwuchskünstler - Mundharmonika“を獲得。
- Op.8（2020年）- ヴァイオリンとピアノのための4曲からなるデュオ曲。

### その他
- ファイナルファンタジー (映画) - トレーラー用楽曲を担当。
- ファイナルファンタジーVII - 楽曲（片翼の天使）にベースコーラスとして参加 / 劇中BGM「天地創造」の編曲。
- ダージュ オブ ケルベロス ファイナルファンタジーVII マルチプレイヤーモード オリジナルサウンドコレクション。
- 君がいるから (菅原紗由理の楽曲) - ファイナルファンタジーXIIIの主題歌の作曲。
- アイカツ! - データカードダス2014年第6弾の楽曲、「ダンシング☆ベイビー」の作編曲。
- Music for Art "Pen" - デジタルピアノ作品
- WALK (V6の楽曲) - ストリングスアレンジを担当
- Theater IMERUAT - 複数のコンテンポラリーダンス曲

### アレンジ作品
- チョコボの不思議なダンジョン Coi Vanni Gialli - オーケストラアレンジアルバム（全作曲、6曲編曲）
- Piano Pieces "SF2" - サガフロンティア2のピアノアレンジアルバム
- Sailing to the World Piano Score - 光田康典作曲作品のピアノアレンジを担当
- FINAL FANTASY X Piano Collections - ファイナルファンタジー10のピアノアレンジアルバム
- FINAL FANTASY XIII Piano Collections - ファイナルファンタジー13のピアノアレンジアルバム
- スーパードンキーコング "Aquatic Ambience" - ドイツ・オーケストラコンサート「Symphonic Legends」用の編曲を担当
- 悪魔城ドラキュラトリビュート Vol.2 "終曲 ～透深月夜～" - 編曲
- ピクミン - スウェーデン・オーケストラコンサート「Legends」用の編曲を担当
- 星のカービィ - スウェーデン・オーケストラコンサート「Legends」用の編曲を担当
- 世界樹の迷宮IV 伝承の巨神 スーパー・アレンジ・バージョン "迷宮II 深霧ノ幽谷" - 古代祐三氏の楽曲を編曲
- ファイナルファンタジーIV Complete Collection - 新OP曲のアレンジを担当
- FINAL FANTASY X ピアノコンチェルト - 2013年にFinal Symphony（ヴッパータール交響楽団、ロンドン交響楽団）によって演奏
- Mißgestalt - サガフロンティア２のピアノアレンジ - Pianoschlacht ベンヤミン・ヌス ピアノリサイタルで披露
- クリスマスコレクションズ2 Music from Square Enix 「ガンハザード "焦燥 / X'mas Edit」アレンジ参加

## 映像作品・デザイン

### ミュージックビデオ
- 暗殺したい！- IMERUAT / 2019年 監督、脚本、編集、絵コンテ、VFX、作詞、作編曲 / US Hollywood International Golden Film Award、Oregon Short Film Festivalなどの映画祭で最優秀賞を受賞。2020年3月現在19個のノミネートを獲得。
- ルフルール - IMERUAT / 2014年 監督、編集、作詞、作編曲 / 「イメルア体操」の十勝19市町村でロケを敢行したバージョン。
- イメルア体操第四 十勝全市町村版 - IMERUAT / 2014年 監督、編集、作詞、作編曲 / 「イメルア体操」の十勝19市町村でロケを敢行したバージョン。
- イメルア体操第四 - IMERUAT / 2013年 監督、編集、振付、作詞、作編曲 / 全体主義をテーマにした一人用ラジオ体操。
- Imeruat - IMERUAT / 2012年 監督、編集、作詞、作編曲

### DVD
- "IMERUAT" IMERUATのミュージックビデオ集、自身による編集MVも収録

### プロモーションビデオ
- Triosence - ドイツのピアノトリオユニット

### デザイン
- IMERUAT - ポスター、ぬいぐるみ、カレンダー、CDジャケット等

## コンサート・ライブ・イベント

### IMERUAT ライブ
- IMERUAT LIVE - クラカウ/ポーランド クラカウ映画音楽祭（2011年）
- IMERUAT LIVE - パリ（2011年）
- IMERUAT LIVE  - 東京（2011年）
- IMERUAT LIVE & ファンイベント  - 伊丹（2011年）
- FANTASY ROCK FES 2012 - 川崎（2012年）
- IMERUAT live 2013 "Departure to Black Ocean" - 東京・大阪（2012年）
- Anime Central - シカゴ（2012年）
- Rock Altitude Festival - ル・ロックル/スイス（2012年）
- IMERUAT Live in Paris - パリ（2012年）
- トゥールーズゲームショー - トゥールーズ/フランス（2012年）
- 空想音楽博物館 Vol.6 - 東京（2013年）
- Theater IMERUAT - 東京（2013年）
- Cafe IMERUAT - 東京（2013年）
- Tribute to FINAL FANTASY XIII Series - 香港（2013年）
- HAPPY NEW IMERUAT - 東京（2014年）
- Oni-Con - ガルベストン（2014年）
- IMERUAT Live in Seattle - シアトル（2019年）
- IMERUAT Live ミナ・ポニーカの革命前夜 - 東京（2015年）
- RISING SUN ROCK FESTIVAL 2015 in EZO - 北海道（2015年）
- IMERUAT & STELLA LEE JONES Joint Live! - 東京（2015年）
- AINU FANTASY - 室蘭（2017年）
- Anime Central - シカゴ（2017年）
- IMERUAT Far Saa Far JAPAN LIVE TOUR 2017 - 帯広・東京・尼崎・札幌・金沢・名古屋（2017年）
- IMERUAT 新春雷鳴大劇場 - 東京 マウントレーニアホール渋谷（2018年）
- イメルアの大冒険 Vol.1〜3 - 東京（2019年）毎回ゲストを迎えて3回開催。Vol.1では演劇「思わせぶりのダージリン」の脚本、演出を担当。
- IMERUAT Live in Obihiro - 帯広（2019年）
- IMERUAT Live - パリ（2019年）
- IMERUAT Live - ケルン（2019年）

### IMERUAT イベント
- イメルア体操 世界30都市制覇計画 - 2014年から継続中のファン参加イベント。横浜、札幌、大阪、シアトル、台北、ヨーテボリ、ヴロツワフ、クウェートシティ、イスタンブール、パリ、バルセロナ等で開催、現在も継続中。
- カフェイメルア - 2017年から不定期で営業するカフェ。浜渦がマスターを務める。
- 新作MV「暗殺したい！」完成披露パーティー - 2018年開催。

### 自身によるコンサート企画
- 黒田亜紀&浜渦正志ピアノコンサート - 東京・大阪（2010年）
- 黒田亜紀&浜渦正志ピアノコンサート - 東京・大阪（2011年）
- EXOTICA ベンヤミン・ヌス ジャパン・プレミア・コンサート - 東京（2012年）
- MASASHI HAMAUZU WORKS - ル・ロックル/スイス（2012年）
- Pianoschlacht ベンヤミン・ヌス ピアノリサイタル ～浜渦正志作品集～ - 東京・宝塚・東京（2013年）
- Pianoschlacht II ベンヤミン・ヌス ピアノリサイタル ～浜渦正志作品集～ - 東京・宝塚・東京（2013年）
- 台風のノルダ音楽集 発売記念ピアノコンサート（2016年）

### コンサート出演・他
- Distant Worlds music from FINAL FANTASY - 東京（2010年）、2011年 ヒューストン・ソウル（2011年）、 ボストン・ダラス・ロンドン・エディンバラ（2012年））
- 浜渦正志コンサート in Paris - パリ（2011年）
- Distant Worlds music from FINAL FANTASY - ヒューストン、ソウル（2011年）
- 第四回クラカウ映画音楽祭 - 2011年 クラカウ/ポーランド（2011年）
- Legends - ストックホルム（2012年）
- East meets West - ケルン（2012年）
- Soundtrack Cologne - ケルン（2012年）
- Distant Worlds music from FINAL FANTASY - ボストン、ダラス、ロンドン、エディンバラ（2012年）
- ベンヤミン・ヌス ピアノリサイタル - シュトゥットガルト（2012年）
- Final Symphony - ヴッパータール・ロンドン（2013年）
- Final Symphony Tokyo - 東京文化会館（2014年）
- 東京理科大学講演 - （2014 - 2015年）
- ソニー・フィルハーモニック・オーケストラ第28回演奏会 - 川崎（2015年）
- オーケストラによるゲーム音楽ナイト - 川崎（2015年）
- Final Symphony II - ボン・ドイツ（2015年）
- Final Symphony II - 東京（2015年）
- Final Symphony II - 大阪（2015年）
- Final Symphony II - ストックホルム（2016年）
- Masashi Hamauzu Works for piano - アーヘン、ケルン・ドイツ（2016年）
- 丸山珈琲イベント Discover Coffee Theater（2018年）
- クラシカロイド音楽祭# 〜ムジークLIVE&ピアノコンサート〜（2019年）
- A New World - クウェートシティ（2019年）
- Distant Worlds music from FINAL FANTASY - リヨン、トゥールーズ（2019年）